# Atlantische speersnuitdraakvis
De Atlantische speersnuitdraakvis (Rhinochimaera atlantica) is een vis uit de familie langneusdraakvissen. De vis komt voor in de Atlantische Oceaan op diepten van ~500 tot 1500 m. De vis kan een maximale lengte bereiken van 130 cm.